# Роджер Вікер
Роджер Фредерік Уікер (англ. Roger Frederick Wicker; нар. 5 липня 1951, Понтоток, Міссісіпі) — американський політик, сенатор США від штату Міссісіпі, член Республіканської партії. Представляє Сенат в Комісії з питань безпеки та співробітництва в Європі.

## Біографія
Закінчив Університет Міссісіпі в 1973 році й отримав ступінь у галузі права в 1975 році. Служив у Військово-повітряних силах США 1976–1980 і в резерві ВВС США 1980–2003.
У 1994 році, був обраний до Палати представників США. У 2007 році, Сенатор Трент Лотт пішов у відставку і губернатор Міссісіпі, Гейлі Барбур, призначив Уікера в Сенат.
16 квітня 2013 року сенатору поштою прийшов лист, в якому знаходився білий порошок, імовірно рицин — сильнодіюча отрута рослинного походження. Як повідомляє агентство Associated Press, лідер сенатської більшості Гаррі Рід виступив із заявою на цю тему.
Це не перший випадок. До Роджера Уікера подібні листи приходили та іншим сенаторам США. В лютому 2004 року конверт з рицином, спрямований в офіс сенатора від штату Теннессі Білла Фріста, привів до тимчасового закриття трьох будівель верхньої палати Конгресу США.
Конверти з білим порошком, що містять, імовірно, рицин чи іншу отруту, за останні кілька років неодноразово отримували політики, державні чиновники, редакції ЗМІ і штаб-квартири компаній як в США, так і в інших країнах світу. Пік повідомлень про небезпечну кореспонденцію припав на 2008 рік. Після проведених перевірок, як правило, з'ясовувалося, що вміст конвертів не представляє загрозу.